# Lily James
Lily Chloe Ninette Thomson, mer känd under sitt artistnamn Lily James, född 5 april 1989 i Esher i Surrey, är en brittisk skådespelare.

## Biografi
Lily James är dotter till skådespelerskan Ninette (född Mantle) och musikern James  "Jamie" Thomson (död 2008). Hon tog efternamnet James efter sin fars förnamn, då hon erfor att det fanns en annan skådespelare med namnet Lily Thomson. Hennes farmor Helen Horton var en amerikansk skådespelare. Lily James utbildade sig först vid Arts Educational School, Tring Park, och därefter vid Guildhall School of Music and Drama i London, där hon tog examen 2010.
I sin karriär har hon växlat mellan film, TV och teater. Åren 2012–2015 spelade hon rollen som Lady Rose MacClare i TV-serien Downton Abbey, vars ensemble både 2014 och 2015 belönades med Screen Actors Guild Awards. James gjorde 2015 huvudrollen i Berättelsen om Askungen, för vilket hon fick tidningen Harper's Bazaars "Breakthrough Award" . I filmen gjorde hon sin debut som sångerska i professionella sammanhang genom att framföra tre låtar. År 2016 spelade hon rollen som Natasja Rostova i BBC:s historiska dramaserie Krig och fred. Samma år spelade hon även rollen som Elizabeth Bennet i filmen Stolthet och fördom och zombier . År 2017 spelade hon bärande roller både i actionfilmen Baby Driver och i krigsdramafilmen Darkest Hour. I musikalen Mamma Mia! Here We Go Again (2018) spelade hon den yngre versionen av Meryl Streeps rollfigur Donna Sheridan. I filmen framförde hon ett stort antal av ABBA:s melodier. Stor uppmärksamhet väckte hennes gestaltning av Pamela Anderson i Disney+ tv-serie Pam & Tommy (2022).

## Filmografi (i urval)
- 2011 – En callgirls dagbok (TV-serie)
- 2012–2015 – Downton Abbey (TV-serie)
- 2015 – Bränd
- 2015 – Berättelsen om Askungen
- 2016 – Krig och fred (TV-serie)
- 2016 – Stolthet och fördom och zombier
- 2016 – The Exception
- 2017 – Darkest Hour
- 2017 – Baby Driver
- 2018 – Guernseys litteratur- och potatisskalspajssällskap
- 2018 – Mamma Mia! Here We Go Again
- 2019 – Yesterday
- 2021 – The Dig
- 2022 – Pam & Tommy (TV-serie)
- 2022 – What's Love Got to Do with It?
- 2023 – The Iron Claw
- 2024 – Greedy People
- 2024 – Relay
- 2025 – Swiped
- 2026 – Cliffhanger  (TBR april 2026)